# Talal Al Bloushi
Talal Hassan Ali Al Bloushi (arabe : طلال حسن علي البلوشي) (né le 22 mai 1986 à Al Jahra au Koweït) est un joueur de football international qatarien, qui évolue au poste de milieu de terrain.

## Biographie

### Carrière en club
Il remporte la Ligue des champions en 2011 avec le club d'Al Sadd. Il participe ensuite à la Coupe du monde des clubs de la FIFA 2011 organisée au Japon.

### Carrière en sélection
Avec l'équipe du Qatar, il joue 66 matchs (pour un but inscrit) depuis 2006.
Il figure dans le groupe des sélectionnés lors des coupes d'Asie des nations de 2007 et de 2011. Il atteint les quarts de finale de cette compétition en 2011.
Il joue 14 matchs comptant pour les tours préliminaires du mondial 2010 et 9 matchs comptant pour les tours préliminaires du mondial 2014.

## Palmarès
Al Sadd
| - Championnat du Qatar (4) : - Champion : 2003-04, 2005-06, 2006-07 et 2012-13. - Coupe du Qatar (2) : - Vainqueur : 2004-05 et 2006-07. - Finaliste : 2012-13. - Coupe Crown Prince (4) : - Vainqueur : 2006, 2007, 2008 et 2014. - Finaliste : 2004 et 2013. |  | - Coupe Sheikh Jassem (1) : - Vainqueur : 2006. - Ligue des champions (1) : - Vainqueur : 2011. |